# Rueland Frueauf mladší
Rueland Frueauf mladší (1470, Salcburk – 1545, Pasov) byl rakouský pozdně gotický malíř, syn Ruelanda Frueaufa staršího.

## Život
Rueland Frueauf se narodil v Salcburku a vyučil se v dílně svého otce. Roku 1496 se přestěhoval do Passau, kde se následujícího roku oženil a dostal občanství. V Passau žil po zbytek života, ale je pravděpodobné, že kolem roku 1500 pracoval v Rakousku. V roce 1533 byl členem pasovské městské rady.

## Dílo

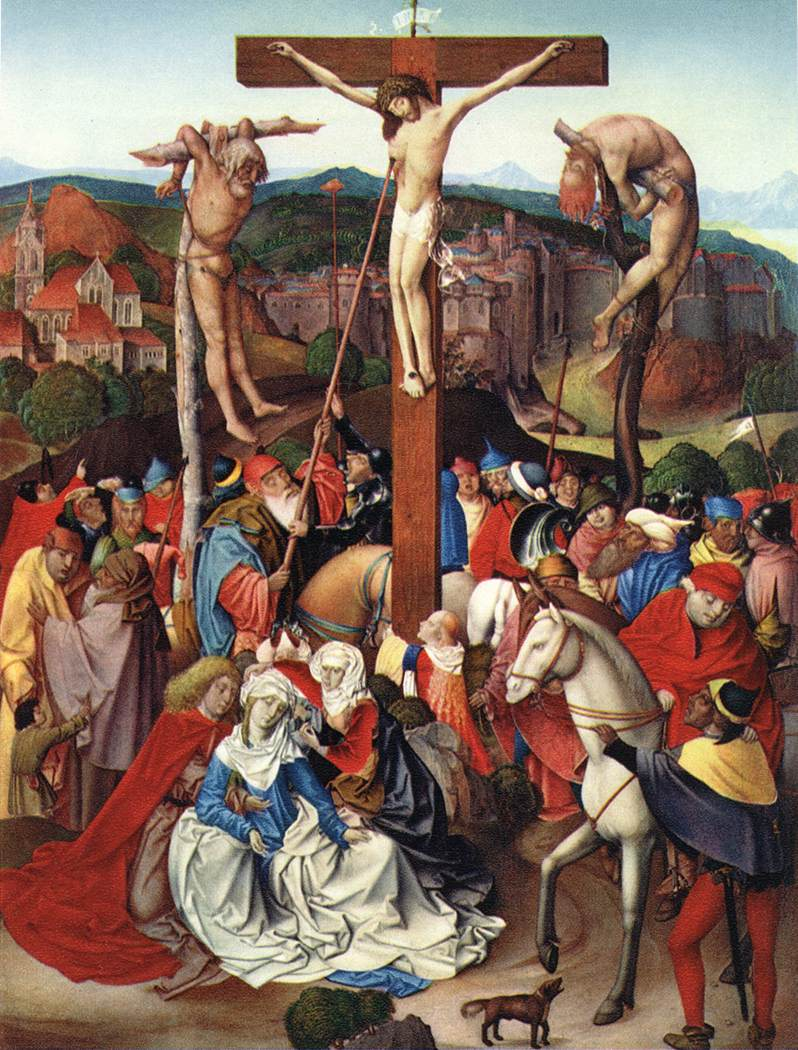
Rueland Frueauf mladší, Ukřižování

Rueland Frueauf mladší spolupracoval na zakázkách v dílně svého otce, kde maloval krajiny. V Passau prováděl fresky a oltářní obrazy pro místní kostely. Většina jeho prací, signovaných iniciálami RF, je v majetku augustiniánů v Klosterneuburgu.
Na první samostatné práci z roku 1496 je vedle barevnosti, typů a detailů tváří, které převzal od svého otce, patrný vliv autora řezenského Pašijového oltáře a Hanse Memlinga. Pro jeho malířský rukopis je příznačná lyrická tlumenost tónů a mělká modelace figur. Reálná krajina z okolí Klosterneuburgu hraje v obrazech významnou roli. Jeho pozdější práce po roce 1499 jsou ovlivněné nizozemskou malbou.
Je považován za jednoho ze zakladatelů Dunajské školy (Albrecht Altdorfer, Wolf Huber, Jörg Breu starší, Christoph Schwartz, někdy uváděn též Lucas Cranach starší, Augustin Hirschvogel, Monogramista IP).
Hlavním dílem Ruelanda Frueaufa mladšího je Leopoldův oltář, na kterém jsou scény popisující založení kláštera v Klosterneuburgu. Markrabě Leopold III. s manželkou Agnes prosí boha, aby jim ukázal místo. Během lovu Agnes ztratí závoj a nalezne ho na keři v místě, kde se zjeví Panna Marie. Zde později založí kostel kláštera.

### Známá díla
- 1496 Ukřižování (89,5 x 69,5 cm) Stiftsgalerie, Klosterneuburg
- 1498-9 Oltář - Legenda o sv. Janovi, Stiftsgalerie, Klosterneuburg
- 1505 Leopoldův oltář (76 x 39 cm, každé ze čtyř křídel), Stiftsgalerie, Klosterneuburg
- 1508 Svatá Anna s Pannou Marií a Ježíškem, Österreichische Galerie Belvedere, Vídeň

#### Leopoldův oltář

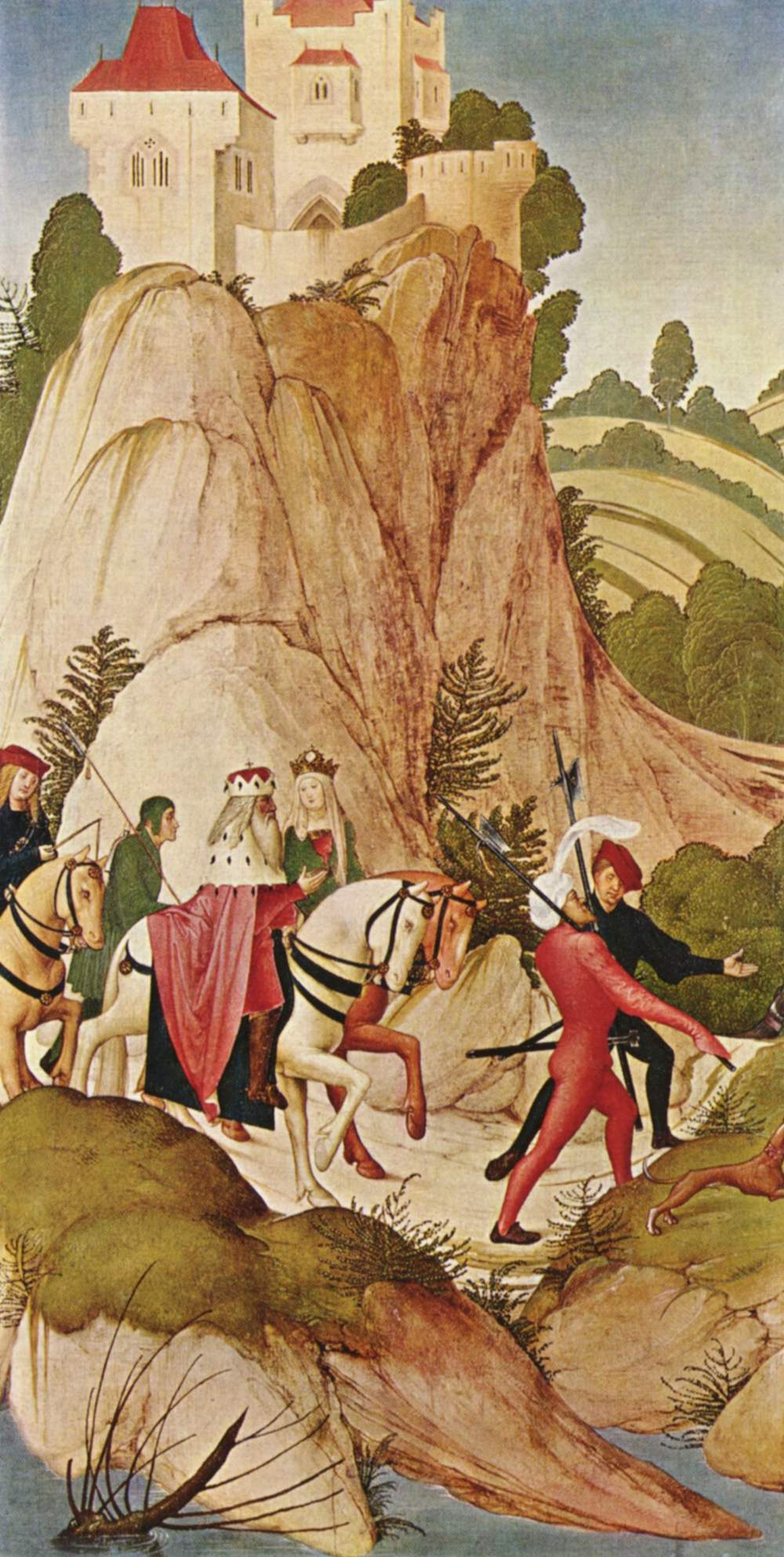
Projížďka na koni
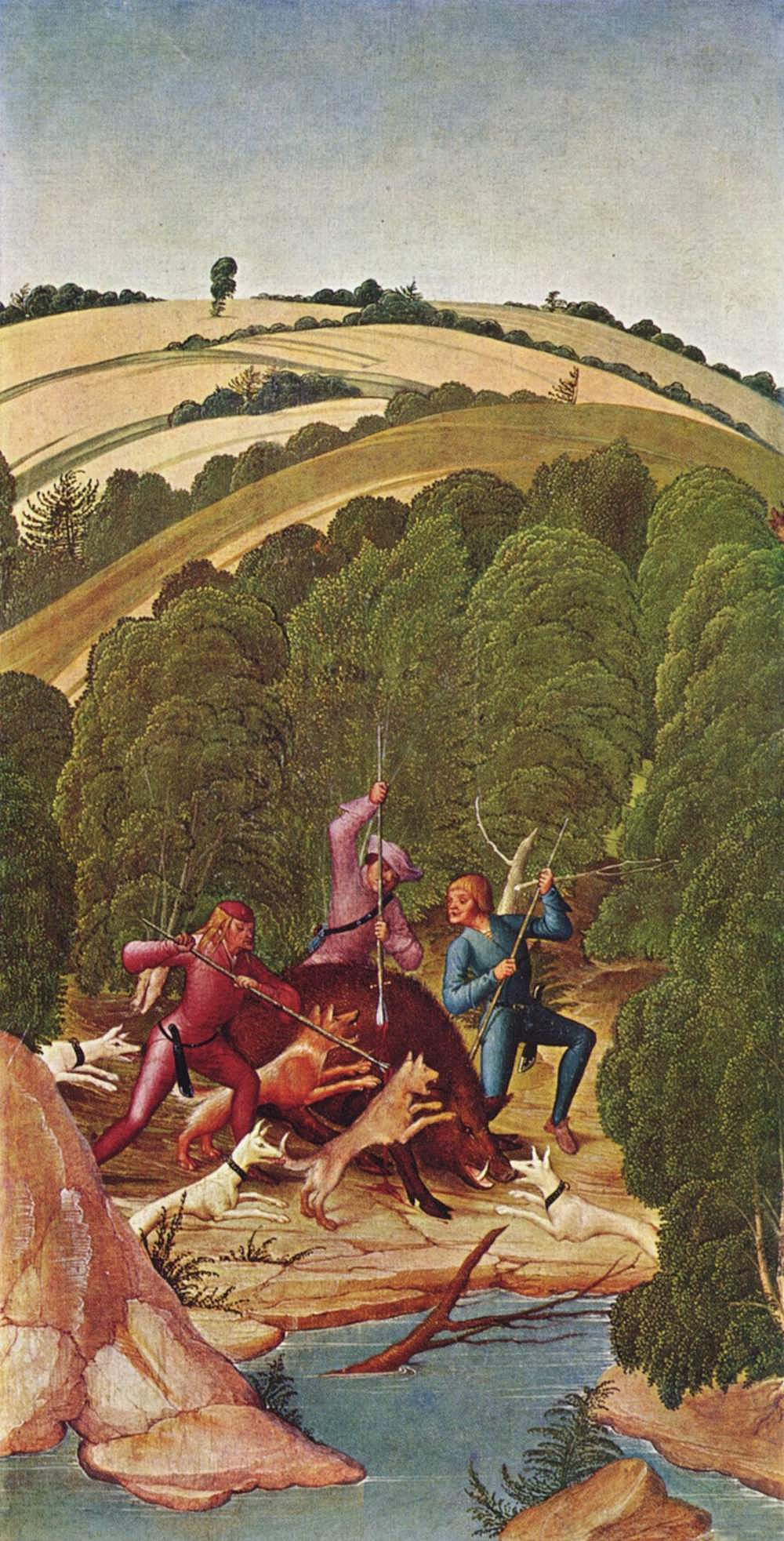
Lov na divoké prase
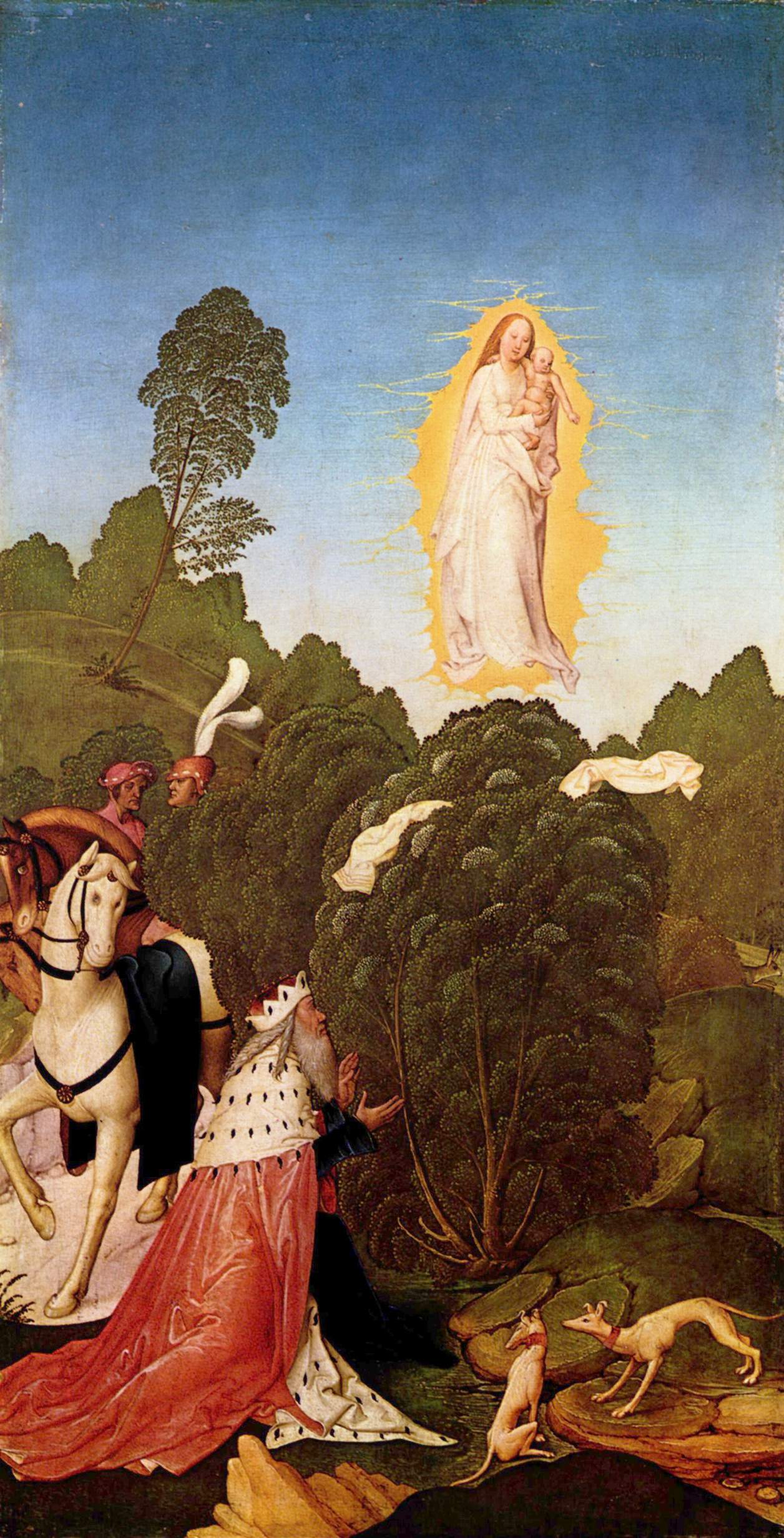
Nalezení závoje
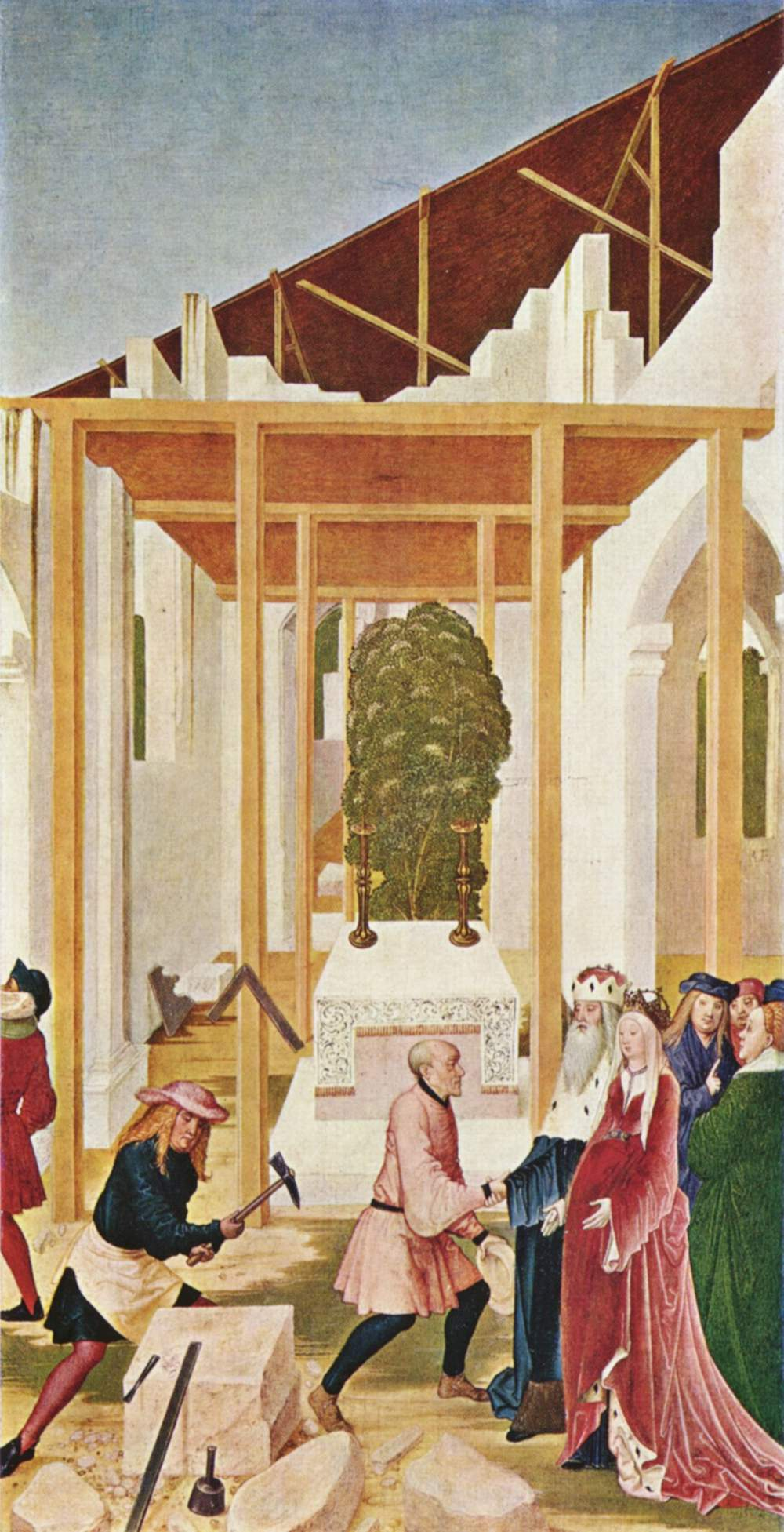
Stavba kláštera